# Ridsport vid olympiska sommarspelen 1900
Vid olympiska sommarspelen 1900 avgjordes tre officiella grenar i ridsport och tävlingarna hölls den 29 maj 1900 i sjunde arrondissementet. Antalet deltagare är lite osäkert, men det bör ha varit mellan 37 och 64 tävlande från 5 länder.
Utöver de tre officiella grenarna så arrangerades ytterligare två grenar som inte räknas till de officiella spelen.

## Medaljtabell
| Pl. | Nation    | Guld | Silver | Brons | Totalt |
| --- | --------- | ---- | ------ | ----- | ------ |
| 1   | Belgien   | 2    | 1      | 1     | 4      |
| 2   | Italien   | 1    | 1      | 0     | 2      |
| 3   | Frankrike | 1    | 0      | 2     | 3      |

## Medaljörer
| Gren                      | Guld                                                               | Silver                              | Brons                            |
| Hoppning Detaljer...      | Aimé Haegeman · Belgien                                            | Georges van der Poële · Belgien     | Louis de Champsavin · Frankrike  |
| Höjdhoppning Detaljer...  | Dominique Gardères · Frankrike Giovanni Giorgio Trissino · Italien | Ingen                               | Georges van der Poële · Belgien  |
| Längdhoppning Detaljer... | Constant van Langhendonck · Belgien                                | Giovanni Giorgio Trissino · Italien | Pierre de Bellegarde · Frankrike |

## Deltagande nationer
Totalt deltog ca 60 ryttare från 5 länder vid de olympiska spelen 1900 i Paris. Ytterligare tre länder (Spanien, Tyskland och Österrike) deltog i de inofficiella grenarna.
|                                                                        |  |  |
| - Belgien (15) - Frankrike (39) - Italien (3) - Ryssland (2) - USA (1) |  |  |